# Francisco Manuel de Melo
Francisco Manuel de Melo (Lisbona, 23 novembre 1608 – Lisbona, 24 agosto 1666) è stato uno scrittore, politico e militare portoghese.
Fu parte importante della storia letteraria, politica e militare della Spagna, in quanto comandava l'esercito spagnolo sia durante la Guerra degli ottant'anni, sia durante la Sollevazione della Catalogna del 1640. 
Nel 1631 ricevette l'Orden de Cristo da Filippo IV e la sua presenza alla corte di Madrid divenne costante. Ebbe anche relazioni con i circoli intellettuali spagnoli ed entrò in contatto con Francisco de Quevedo.
Nel 1644 fu accusato di omicidio ed incarcerato fino al 1655, venne poi esiliato in Africa e Brasile. Nel 1658, alla morte di Giovanni IV, ritornò in Portogallo.
La poesia di Francisco de Melo, in lingua castigliana, si rivelò una elegante espressione di 
gongorismo, dimostrante una continua ricerca stilistica.
Le sue opere si caratterizzarono per gli approfondimenti psicologici e morali, per una pregevole storiografia, per la bravura concettista, per la ricerca dell'effetto, per un linguaggio innovativo, per le situazioni e gli ambienti inediti.

## Opere

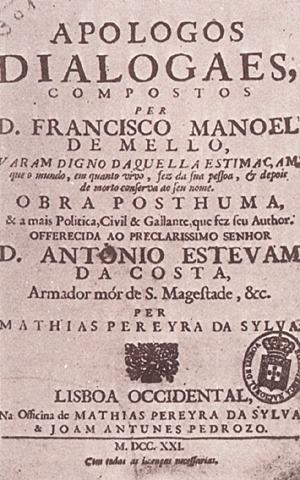
Prima pagina di Apólogos dialogae

- Obras Métricas (Lione, 1665), scritta in castigliano e portoghese.
- Apólogos dialogados, testo di critica sociale e morale.
- Auto do fidalgo aprendiz, teatro. En Italiano  L'apprendista Gentiluomo a cura di Enzio Di Poppa Volture. Edizioni Fussi. Firenze. Febbraio 1958
- Carta de guía de casados
- Tratado de la ciencia cábala, sull'occultismo, pubblicato postumo nel 1721.
- Cartas familiares (Roma, 1664), memorie scritte durante la permanenza in prigione.
- Historia de los movimientos, separación y guerra de Cataluña (1645), scritto con lo pseudonimo di Clemente Libertino.